# خوسيه فينس
خوسيه فينس (بالإسبانية: José Feans)‏ (24 أبريل 1912 – القرن الـ20) هو ملاكم أوروغواياني راحل، مثّل بلاده في الألعاب الأولمبية الصيفية 1936.

## روابط خارجية
خوسيه فينس على موقع أوليمبيديا (الإنجليزية)